# Massimiliano Ferraro
Massimiliano Ferraro (Napoli, 6 febbraio 1991) è un velocista italiano, campione nazionale assoluto indoor dei 60 metri piani nel 2017.           È Notaio dal 2023.

## Biografia
Nato a Napoli, nel quartiere di Posillipo, pratica principalmente lo sci alpino fino al 2012 anno in cui diventa allenatore di II livello e l'anno primo era divenuto maestro di sci.
Inizia a praticare l'atletica leggera nel 2001, all'età di 10 anni (categoria esordienti), ma solo come preparazione fisica allo sci. Sotto la guida dell'allenatore Furio Barba scopre la sua predilezione per lo sprint diventando specialista in particolar modo nei 100 metri.
Nel 2008 prende parte ai campionati italiani allievi terminando sesto nei 100 m ed uscendo in batteria sui 200 m.
Anche ai nazionali juniores del 2009 disputa la finale dei 100 m (ottavo) ed invece esce in batteria sui 200 m.
Ai campionati nazionali universitari del 2010 vince la medaglia di bronzo sui 100 m ed invece esce in batteria agli italiani juniores sulla stessa distanza.
Nel 2012 partecipa ai campionati italiani indoor congiunti assoluti e promesse, non andando oltre la semifinale dei 60 m.
Nella stessa distanza, sempre nel 2013, gareggia agli Europei under 23 di Tampere (Finlandia) uscendo in semifinale.
Ai campionati italiani ottiene due piazzamenti sui 100 m, col quinto posto agli universitari ed il quarto ai nazionali promesse.
Ai campionati italiani assoluti indoor del 2014 vince il bronzo sui 60 m.
Sui 100 m ottiene il suo primato personale, 10"34, il 18 maggio durante il Meeting Città di Gavardo.
Durante lo stesso mese, si laurea campione nazionale universitario sui 200 m.
Nel mese di giugno vince la medaglia di bronzo agli Europei a squadre, con la staffetta 4×100 m a Braunschweig (Germania).
Agli assoluti di Rovereto ottiene il bronzo con la 4×100 m e finisce quarto sui 100 m.
Agli assoluti indoor del 2015 corre la finale dei 60 m (quinta posizione) e vince la medaglia di bronzo con la staffetta 4×200 m.
Nel mese di maggio diventa campione nazionale universitario sui 100 m.
Nel giugno del 2015 ottiene la medaglia di bronzo agli Europei a squadre in Russia a Čeboksary con la staffetta 4×100 m ed arriva 4º nei 100 m.
Durante il mese di luglio agli assoluti di Torino disputa la finale dei 100 m (ottavo posto) e si laurea vicecampione nella 4×100 m.
A settembre del 2015 entra a far parte del "Progetto staffette Rio 2016", si trasferisce a Torino sotto la guida dell'allenatore Alessandro Nocera e, dopo la laurea con lode in giurisprudenza all'Università degli Studi di Napoli Federico II, inizia un master in diritto e management dello sport a Roma.
Nel 2016 conquista il primo titolo italiano assoluto con l'oro nella staffetta 4×100 metri (bronzo nei 100 m); durante la stagione al coperto aveva conquistato il bronzo sui 60 m agli assoluti indoor.
Lo stesso anno partecipa agli Europei di Amsterdam (Paesi Bassi), dove ottiene il primato personale dei 100 m correndo in 10"26 nelle batterie. Tempo che eguaglia anche nelle semifinali, che non riesce però a superare. Prende parte infine Finale Europea della staffetta 4×100 m, che termina in quinta posizione. A settembre del 2016, contestualmente alla preparazione atletica, inizia la preparazione per il concorso notarile. 
Il 19 febbraio del 2017 si è laureato Campione Italiano Assoluto Indoor sui 60 m.
Col crono di 6"60 (come Francesco Scuderi e Giovanni Cellario), personal best sui 60 m indoor, è diventato il nono miglior italiano di sempre sulla distanza.
Nel giugno del 2018 supera, a pieni voti, l'esame per l'abilitazione della professione di avvocato.
Un infortunio alla schiena lo tiene ai box fino al 2020, anno in cui si laurea vice campione d'Italia nei 60 mt (con il crono di 6.66) in una finale all'ultimo sangue con Filippo Tortu . Nello stesso anno esordisce a Savona con il crono di 10.43, per poi infortunarsi all' ileopsoas poco dopo.
Nel 2021 cambia guida tecnica e si affida all'ex centometrista e olimpionico Fabio Cerutti, disputando un'ottima stagione indoor che lo porta a piazzare un quarto posto al World indoor Tour di Ostrava con 6.68, occasione in cui batte il campione Europeo della specialità Jan Volko, nonché a vincere il World Indoor Tour di Belgrado. Subisce un nuovo infortunio all'adduttore durante la stagione all'aperto dove, ciò nonostante, riesce a raggiungere la finale ai campionati italiani.
Diventa Notaio nel 2023.

## Progressione

### 60 metri piani indoor
| Stagione | Tempo | Luogo  | Data      | Rank. Mond. |
| -------- | ----- | ------ | --------- | ----------- |
| 2016/17  | 6"60  | Modena | 21-1-2017 |             |
| 2015/16  | 6"72  | Ancona | 6-3-2016  |             |
| 2014/15  | 6"73  | Padova | 22-2-2015 |             |
| 2013/14  | 6"68  | Ancona | 23-2-2014 |             |
| 2011/12  | 7"00  | Ancona | 26-2-2012 |             |
| 2010/11  | 6"95  | Napoli | 5-2-2011  |             |
| 2006/07  | 7"55  | Napoli | 4-2-2007  |             |

### 100 metri piani
| Stagione | Tempo | Luogo          | Data      | Rank. Mond. |
| -------- | ----- | -------------- | --------- | ----------- |
| 2016     | 10"26 | Amsterdam      | 7-7-2016  |             |
| 2016     | 10"26 | Amsterdam      | 6-7-2016  |             |
| 2015     | 10"36 | Roma           | 4-6-2015  |             |
| 2014     | 10"34 | Gavardo        | 18-5-2014 |             |
| 2013     | 10"46 | Rieti          | 28-9-2013 |             |
| 2012     | 10"88 | Campi Bisenzio | 22-9-2012 |             |
| 2010     | 10"89 | Campobasso     | 28-5-2010 |             |
| 2009     | 10"84 | Rieti          | 12-6-2009 |             |
| 2008     | 11"23 | Avellino       | 11-6-2008 |             |
| 2007     | 11"40 | Roma           | 30-5-2007 |             |

### 200 metri piani
| Stagione | Tempo | Luogo    | Data      | Rank. Mond. |
| -------- | ----- | -------- | --------- | ----------- |
| 2015     | 21"74 | Napoli   | 10-5-2015 |             |
| 2014     | 21"35 | Napoli   | 7-6-2014  |             |
| 2013     | 21"72 | Salerno  | 8-6-2013  |             |
| 2012     | 22"13 | Marano   | 13-5-2012 |             |
| 2010     | 23"32 | Cercola  | 6-6-2010  |             |
| 2009     | 22"48 | Avellino | 10-6-2009 |             |
| 2008     | 22"91 | Avellino | 11-6-2008 |             |
| 2007     | 23"71 | Salerno  | 27-5-2007 |             |

## Palmarès internazionale
| Anno | Manifestazione         | Sede            | Evento      | Risultato  | Prestazione | Note        |
| ---- | ---------------------- | --------------- | ----------- | ---------- | ----------- | ----------- |
| 2013 | Europei under 23       | Tampere         | 100 m       | Semifinale | 10"63       | [ 2 ]       |
| 2014 | International Meeting  | 🇨🇭Ginevra       | 100 m       | 2°         | 10.44       |             |
| 2014 | Coppa Europa           | 🇩🇪 Braunschweig | 4x100m      | 3’         | 39”06       |             |
| 2015 | Diamond League         | 🇮🇹Roma          | 100 m       | 5’         | 10.37       |             |
| 2015 | Diamond League         | 🇲🇨Montecarlo    | 4x100       | Dsq        |             |             |
| 2015 | Europei a squadre      | 🇷🇺 Ceboksary    | 100 m       | 4’         | 10”56(-3.4) |             |
| 2015 | Europei a squadre      | 🇷🇺 Ceboksary    | 4x100       | 3’         | 38.71       |             |
| 2015 | International Meeting  | 🇵🇱 Szczecin     | 4x100       | 2’         | 39.29       |             |
| 2016 | Diamond League         | 🇮🇹 Rome         | 4x100       | 2’         | 38.81       |             |
| 2016 | Europei                | Amsterdam       | 100 m piani | Semifinale | 10"26       | [ 3 ]       |
| 2016 | Europei                | Amsterdam       | 4×100 m     | 5º         | 38"58       | [ 4 ] [ 5 ] |
| 2017 | ISTAF Meeting          | 🇩🇪 Berlin       | 60m         | 3’         | 6”64        |             |
| 2020 | World Indoor Tour Gold | Glasgow         | 60m         | Semifinale | 6"75        |             |
| 2021 | World Indoor Tour      | 🇨🇿Ostrawa       | 60m         | 4°         | 6"68        |             |
| 2021 | World Indoor Tour      | 🇷🇸Belgrade      | 60m         | 1°         | 6"75        |             |

## Campionati nazionali
- 2 volte campione nazionale assoluto della staffetta 4×100 m (2016, 2018)
- 1 volta campione nazionale assoluto indoor dei 60 m piani (2017)
- 1 volta campione nazionale universitario dei 100 m piani (2015)
- 1 volta campione nazionale universitario dei 200 m piani (2014)

2008
- 6º ai campionati italiani allievi (Rieti), 100 m piani - 11"29 (finale 2)[6]
- In batteria ai campionati italiani allievi (Rieti), 200 m piani - 22"59[7]

2009
- 8º ai campionati italiani juniores (Rieti), 100 m piani - 10"92[8]
- In batteria ai campionati italiani juniores (Rieti), 200 m piani - 22"49[9]

2010
- Bronzo ai campionati nazionali universitari (Campobasso), 100 m piani - 10"89 [10]
- In batteria ai campionati italiani juniores (Pescara), 100 m piani - 11"11[11]

2012
- In semifinale ai campionati italiani assoluti indoor (Ancona), 60 m piani - 7"01 (assoluti)[12]
- In semifinale ai campionati italiani promesse indoor (Ancona), 60 m piani - 7"01[12]

2013
- 5º ai campionati nazionali universitari (Cassino), 100 m piani - 11"36[13]
- 4º ai campionati italiani promesse (Rieti), 100 m piani - 10"54[14]

2014
- Bronzo ai campionati italiani assoluti indoor (Ancona), 60 m piani - 6"86[15]
- Oro ai campionati nazionali universitari (Milano), 200 m piani - 21"45[16]
- 4º campionati italiani assoluti (Rovereto), 100 m piani - 10"51[17]
- Bronzo ai campionati italiani assoluti (Rovereto), 4×100 m - 40"86[18][19]

2015
- 5º ai campionati italiani assoluti indoor (Padova), 60 m piani - 6"73 [20]
- Bronzo ai campionati italiani assoluti indoor (Padova), 4×200 m - 1'27"35[21][22]
- Oro ai campionati nazionali universitari (Fidenza), 100 m piani - 10"47[23]
- 8º ai campionati italiani assoluti (Torino), 100 m piani - 10"50[24]
- Argento ai campionati italiani assoluti (Torino), 4×100 m - 40"61[25][26]

2016
- Bronzo ai campionati italiani assoluti indoor (Ancona), 60 m piani - 6"73[27]
- Bronzo ai campionati italiani assoluti (Rieti), 100 m piani - 10"44[28]
- Oro ai campionati italiani assoluti (Rieti), 4×100 m - 39"68[29][30]

2017
- Oro ai campionati italiani assoluti indoor (Ancona), 60 m piani - 6"64[31]

## Altre competizioni internazionali
2014
- Bronzo nella Super League degli Europei a squadre ( Braunschweig), 4×100 m - 39"06[32][33]

2015
- 4º nella Super League degli Europei a squadre ( Čeboksary), 100 m piani - 10"56[34]
- Bronzo nella Super League degli Europei a squadre ( Čeboksary), 4×100 m - 38"71[35][36]